# União Paraense Futebol Clube
União Paraense Futebol Clube é um clube profissional de futebol da cidade de Benevides, no estado do Pará que trabalha com categorias de base e futebol profissional.
O clube disputou a Série B do Campeonato Paraense de Futebol em 2019 pela primeira vez.

## Estatísticas

### Participações
|  | Participações em 2025 |

| Competição | Competição | Temporadas | Melhor campanha    | Estreia | Última | P | R |
| Pará       | Série A2   | 7          | 7º colocado (2025) | 2019    | 2025   | – | – |

### Campeonato Paraense - Série A2
| 2019 | 11º |
| 2020 | 20º |
| 2021 | 13º |
| 2022 | 8º  |
| 2023 | 9º  |
| 2024 | 12º |
| 2025 | 7º  |

### Categorias de Base
|  | Participações em 2022 |

| Competição | Competição | Temporadas | Melhor campanha          | Estreia | Última | P | R |
| Pará       | Sub-20     | 3          | Quartas de finais (2018) | 2018    | 2021   |   |   |
| Pará       | Sub-17     | 3          | Semifinal (2019)         | 2019    | 2022   |   |   |
| Pará       | Sub-15     | 1          | Quartas de finais (2019) | 2019    | 2019   |   |   |